# Тайное голосование
Та́йное голосова́ние, закрытое голосование — вид голосования, при котором участники голосуют анонимно (тайно).
Самым надёжным способом сохранения тайны голосования является баллотировка.

## История
При тайном голосовании исключается контроль за волеизъявлением избирателей. Также — право каждого избирателя на сохранение в тайне его волеизъявления. Частая форма голосования на многих уровнях выборов. В России наиболее масштабными применениями тайного голосования являются референдумы, президентские выборы и выборы депутатов государственной думы. В России тайное голосование было восстановлено Сталинской Конституцией в 1936-м.
Важным критерием тайного голосования является исключение контроля за волеизъявлением голосующего. Наиболее распространено тайное голосование избирательными бюллетенями, которые заполняются избирателями в особой комнате или кабине, как правило, на специальных избирательных участках и опускаются в избирательный ящик (урну) в сложенном виде или специальном конверте.

## Критика
В ряде случаев при подсчёте голосов при тайном голосовании возможно выявление волеизъявления, например, в случае, если ведётся поимённый список избирателей, получивших бюллетени и все избиратели участка проголосовали единогласно.
Осложнена реализация тайного голосования при голосовании по почте (может применяться система с двойными конвертами). Тайна и передача волеизъявления может нарушаться, если избиратель не в состоянии лично прочесть бюллетень или обозначить свой выбор, и ему требуется помощь иного лица.
При использовании административного ресурса или при подкупе избирателей могут заставлять голосовать за определённых кандидатов и фотографировать заполненный бюллетень с целью контроля и нарушения тайны голосования, что стало возможным благодаря появлению доступных компактных фотокамер и смартфонов.
Тайное голосование, в отличие от открытого, невозможно верифицировать после его проведения, что приводит к возможным манипуляциям на выборах и фальсификации результатов голосования.
Верифицируемость тайному голосованию можно придать при помощи специально разработанных технологий с использованием протоколов тайного голосования.
Кроме того, существующие сегодня процедуры проведения тайного голосования требуют специальных помещений и приспособлений и сложных процедур (например, избирательный участок, оборудованный кабинками для заполнения бюллетеня и опечатанными урнами для голосования). Открытое же голосование менее требовательно к способам проведения — от собрания участников в помещении или на открытом воздухе до голосования с использованием интернета.
При этом открытое голосование гарантирует защиту от подтасовок и полную верифицируемость на всех стадиях голосования, включая оглашение результатов голосования.